# Mjölksjön, Ångermanland
Mjölksjön är en sjö i Örnsköldsviks kommun i Ångermanland och ingår i Moälvens huvudavrinningsområde. Sjön är 6 meter djup, har en yta på 0,215 kvadratkilometer och befinner sig 351,8 meter över havet. Sjön avvattnas av vattendraget Mjölksjöbäcken.

## Delavrinningsområde
Mjölksjön ingår i det delavrinningsområde (708398-159062) som SMHI kallar för Ovan 708217-159301. Medelhöjden är 376 meter över havet och ytan är 10,45 kvadratkilometer. Det finns inga avrinningsområden uppströms utan avrinningsområdet är högsta punkten. Mjölksjöbäcken som avvattnar avrinningsområdet har biflödesordning 2, vilket innebär att vattnet flödar genom totalt 2 vattendrag innan det når havet efter 125 kilometer. Avrinningsområdet består mestadels av skog (69 procent) och sankmarker (25 procent). Avrinningsområdet har 0,33 kvadratkilometer vattenytor vilket ger det en sjöprocent på 3,2 procent.